# Tonya Harding
Tonya Harding, właśc. Tonya Maxene Price (ur. 12 listopada 1970 w Portland) – amerykańska łyżwiarka figurowa, startująca w konkurencji solistek. W 1991 roku wywalczyła srebrny medal na mistrzostwach świata. W 1991 i 1994 roku została mistrzynią Stanów Zjednoczonych; została jednak pozbawiona tytułu zdobytego w 1994 roku. Harding jest dwukrotną olimpijką i dwukrotną mistrzynią międzynarodowego konkursu Skate America. Jest pierwszą Amerykanką, która z powodzeniem podczas zawodów (1991) wykonała potrójnego axla; jako druga kobieta na świecie dokonała tej sztuki (pierwszą była Midori Itō).
W styczniu 1994 roku Harding była uwikłana w skandal po tym, jak były mąż łyżwiarki zaaranżował atak na jej rywalkę, Nancy Kerrigan. Harding ostatecznie została uznana za winną, a organizacja U.S. Figure Skating ukarała ją dożywotnim zakazem startów.
W 2017 roku odbyła się premiera filmu biograficznego Jestem najlepsza. Ja, Tonya, w którym tytułową postacią jest Harding. W rolę łyżwiarki figurowej wcieliła się australijska aktorka Margot Robbie. Produkcja zdobyła trzy nominacje do Oscara.

## Młodość

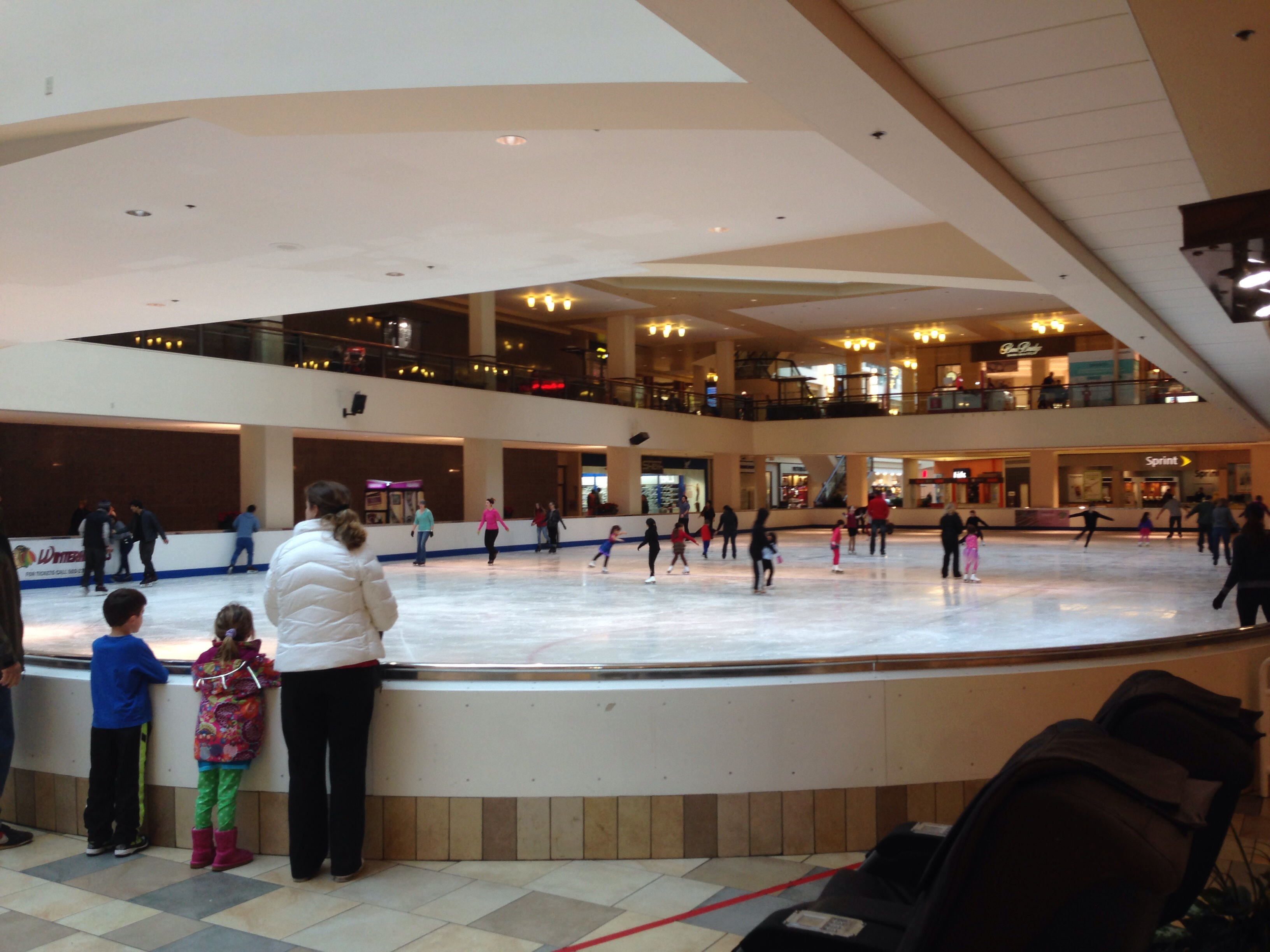
Lodowisko w portlandzkim centrum handlowym Lloyd Center, gdzie w wieku 3 lat Harding rozpoczęła karierę łyżwiarską.

Tonya Maxene Harding urodziła się jako córka LaVony Golden (ur. 1940) i Alberta Gordona Hardinga (1933–2009). Harding wychowywała się w dzielnicy East Portland (Oregon), a jazdę na łyżwach rozpoczęła w wieku 3 lat. Kiedy była młoda, polowała, brała udział w wyścigach równoległych i uczyła się od ojca mechaniki samochodowej. LaVona pracowała jako kelnerka i ręcznie szyła Tonyi kostiumy na zawody, ponieważ rodziny nie było stać na ich zakup.
Według Harding była ona regularnie maltretowana przez matkę; w wieku 6/7 lat zaczęła być wykorzystywana psychicznie i fizycznie. LaVona przyznała się do jednorazowego uderzenia Tonyi, co miało miejsce na lodowisku. Harding, będąc uczennicą 2. klasy Milwaukie High School, porzuciła tę szkołę, by skupić się na łyżwiarstwie; w późniejszym czasie zdobyła General Equivalency Diploma.

## Kariera łyżwiarska
W połowie lat 80. Harding rozpoczęła wyczynowo uprawiać łyżwiarstwo figurowe. Zajęła 6. miejsce w mistrzostwach Stanów Zjednoczonych w łyżwiarstwie figurowym w 1986 roku, 5. w 1987 i 1988 roku, a w 1989 roku zajęła miejsce 3. Po wygranej w międzynarodowym turnieju Skate America w 1989 roku, była kandydatką do zajęcia wysokiego miejsca podczas mistrzostw Stanów Zjednoczonych w 1990 roku. Jednak z powodu osłabienia organizmu (chorowała wtedy na grypę i astmę) jej pokaz jazdy w programie dowolnym wypadł słabo – po programie krótkim spadła z 2. pozycji na 7.
Przełom w karierze Harding przyszedł w 1991 roku, kiedy wykonała potrójnego axla podczas mistrzostw Stanów Zjednoczonych, tym samym stała się pierwszą Amerykanką, której udała się ta sztuka w trakcie zawodów. Zdobyła wtedy tytuł, a także jako pierwsza singlistka otrzymała podczas zawodów tej rangi ocenę 6,0 za wartość techniczną występu. Na mistrzostwach świata w 1991 roku (Monachium) Harding zajęła 2. miejsce, za Kristi Yamaguchi, a przed Nancy Kerrigan, tym samym po raz pierwszy w historii mistrzostw świata reprezentantki jednego państwa zajęły całe podium.
W 1992 roku była trzecia w mistrzostwach USA. Na igrzyskach olimpijskich w 1992 roku, które odbyły się we francuskim Albertville, Harding zajęła 4. miejsce. Na mistrzostwach świata w tym samym roku łyżwiarka znalazła się na 6. miejscu.
Po kontrowersjach prawnych pozwolono Harding, by pozostała członkinią amerykańskiego zespołu łyżwiarskiego na igrzyska olimpijskie w 1994 roku, które odbyły się w norweskim Lillehammer. Po problemie ze sznurowadłami (był to trzeci raz podczas trzech głównych zawodów, gdy Harding wstrzymała swój program z powodu jakiejś niedogodności) łyżwiarka ponownie zaprezentowała pokaz jazdy w programie dowolnym i zakończyła występ na 8. miejscu, daleko za Ukrainką Oksaną Bajuł (złoto) i Nancy Kerrigan (srebro).

### Wyniki
| Międzynarodowe                   | Międzynarodowe | Międzynarodowe | Międzynarodowe | Międzynarodowe | Międzynarodowe | Międzynarodowe | Międzynarodowe | Międzynarodowe | Międzynarodowe |
| Zawody                           | 1985–86        | 1986–87        | 1987–88        | 1988–89        | 1989–90        | 1990–91        | 1991–92        | 1992–93        | 1993–94        |
| -------------------------------- | -------------- | -------------- | -------------- | -------------- | -------------- | -------------- | -------------- | -------------- | -------------- |
| Igrzyska olimpijskie             |                |                |                |                |                |                | 4              |                | 8              |
| Mistrzostwa świata               |                |                |                |                |                | 2              | 6              |                |                |
| Skate America                    |                | 2              |                |                | 1              |                | 1              |                | 3              |
| Nations Cup                      |                |                |                |                | 1              |                |                |                |                |
| NHK Trophy                       |                |                | 3              |                |                | 2              |                |                | 4              |
| Prize of Moscow News             |                |                |                | 1              |                |                |                |                |                |
| Krajowe                          |                |                |                |                |                |                |                |                |                |
| Mistrzostwa Stanów Zjednoczonych | 6              | 5              | 5              | 3              | 7              | 1              | 3              | 4              | 1              |

1. ↑  W czerwcu 1994 roku Claire Waters Ferguson, prezes stowarzyszenia U.S. Figure Skating, zadecydowała o odebraniu Harding tytułu z 1994 roku. Jednak wyniki rywalizacji nie zostały zaktualizowane, tym samym tytuł mistrzyni USA pozostał bez nazwiska (inaczej niż np. na igrzyskach olimpijskich, gdzie w podobnej sytuacji miejsca pozostałych zawodników przesuwane są o jedną pozycję do góry).

## Napaść na Nancy Kerrigan

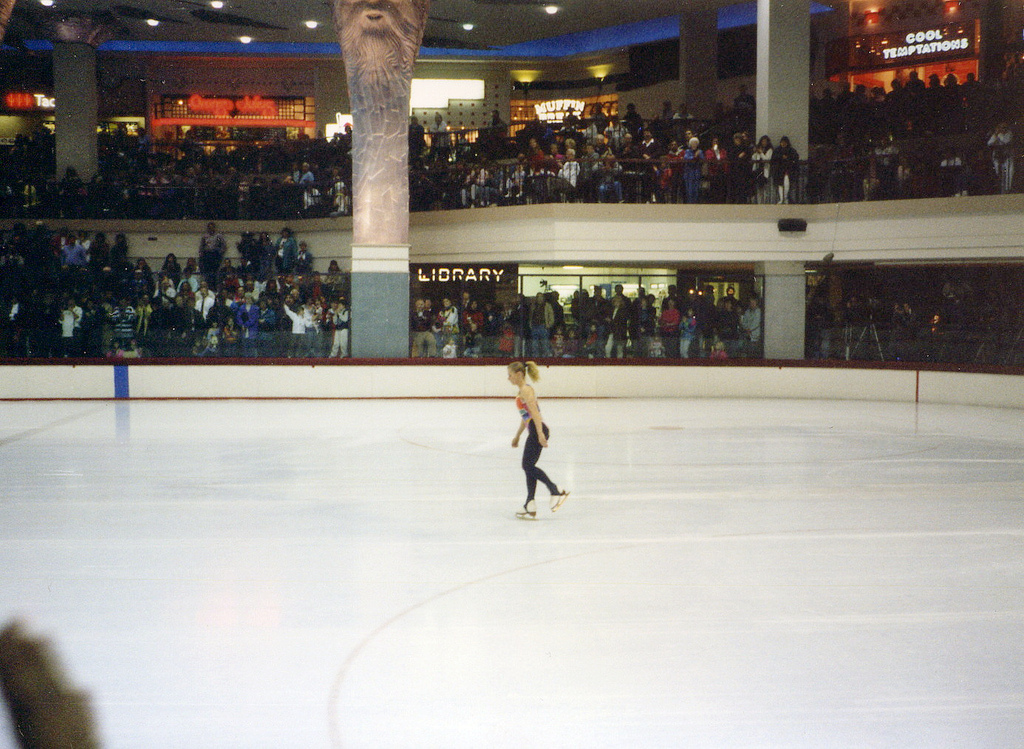
Harding, trenując w portlandzkim Clackamas Town Center, przygotowywała się do igrzysk olimpijskich w 1994 r. Obserwowana była przez tysiące widzów; obecnych było też wielu reporterów oraz ekipy filmowe.

6 stycznia 1994 roku główna rywalka Harding, Nancy Kerrigan, została zaatakowana po sesji treningowej przygotowującej do mistrzostw Stanów Zjednoczonych (1994) odbywających się w Detroit; zidentyfikowanym później napastnikiem okazał się Shane Stant. Były mąż Harding, Jeff Gillooly, i jej ochroniarz, Shawn Eckardt, zatrudnili Stanta by uszkodził prawą nogę Kerrigan, tak by nie była w stanie uczestniczyć w igrzyskach olimpijskich w Lillehammer. Po tym jak nie mógł on znaleźć Kerrigan na lodowisku w South Dennis (Massachusetts), na którym regularnie trenowała, Stant pojechał autobusem do Detroit. Kiedy po treningu łyżwiarka zeszła z tafli lodu, w tamtejszej Cobo Arenie, i poszła za pobliską kotarę na korytarz, napastnik uderzył ją teleskopową pałką w okolice kolana. Jej noga była jedynie stłuczona, nie złamana, jednak uraz jakiego doznała, był powodem wycofania jej z krajowych mistrzostw. Harding, która wygrała te zawody, wraz z Kerrigan została wybrana do reprezentacji na igrzyska olimpijskie w Norwegii. Harding zakończyła zmagania w Lillehammer na 8. miejscu, a Kerrigan, która przed imprezą wracała do zdrowia, zdobyła srebrny medal, ulegając jedynie Oksanie Bajuł z Ukrainy.
Informacje o domniemanym udziale Harding w napaści na Kerrigan doprowadziły do medialnej szopki, a redakcja dziennika „The New York Times” później (w 2017 r.) całe wydarzenie opisała jako „jeden z największych skandali w historii amerykańskiego sportu”. W styczniu 1994 roku sylwetki Harding i Kerrigan pojawiły się na okładce tygodnika „Time”, a tydzień wcześniej okładkę „Newsweeka” zdobiła twarz zrozpaczonej Kerrigan. Reporterzy i ekipy telewizyjne z całego świata podążali krok w krok za Harding. Włodarze stacji CBS wyznaczyli dziennikarkę Connie Chung, by śledziła każdy ruch Harding podczas igrzysk w Lillehammer. Wokół łyżwiarek trenujących w olimpijskim obiekcie miało znajdować się blisko 400 dziennikarzy. Amerykański łyżwiarz figurowy Scott Hamilton narzekał, że „światowa prasa przemieniła olimpiadę w kolejne sensacyjne, brukowe wydarzenie”.
Gillooly zaakceptował złożoną przez prokuratora okręgowego propozycję ugody, a 1 lutego 1994 roku podczas rozprawy oskarżony zeznawał przeciwko Harding. Gillooly, Stant, Eckardt oraz Derrick Smith (kierowca samochodu) odsiedzieli swoje wyroki w więzieniu za udział w napaści. Eckardt skazany został na 1,5 roku więzienia za wymuszanie okupu, ale wypuszczono go 4 miesiące wcześniej – we wrześniu 1995 roku.

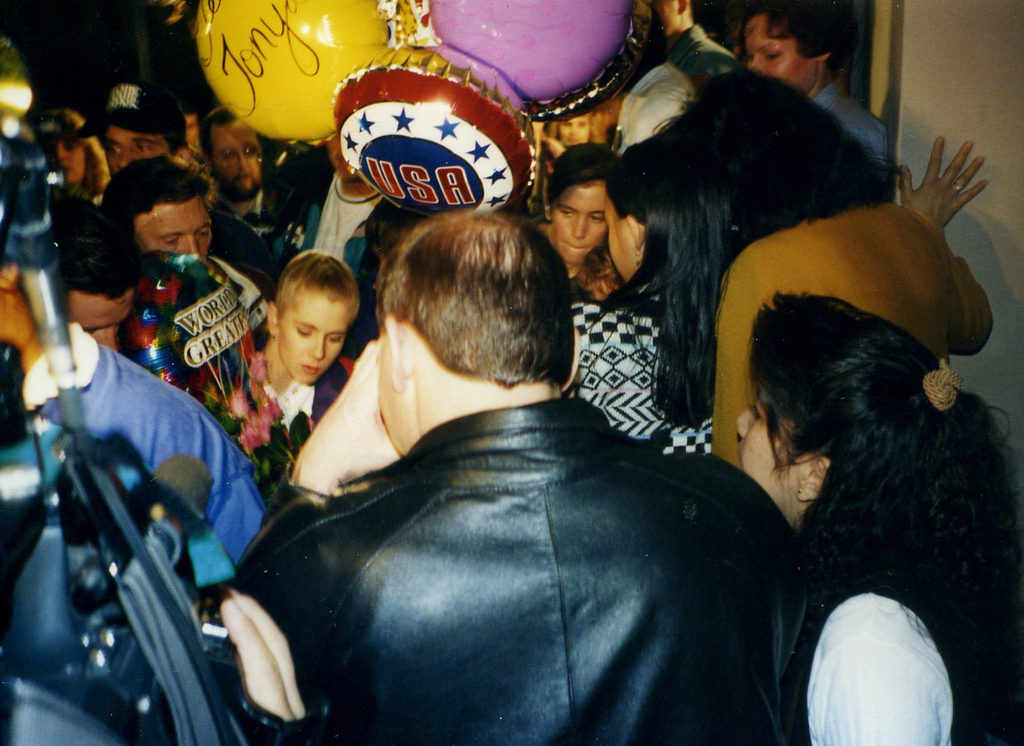
Harding otoczona przez tłum reporterów na portlandzkim lotnisku, po przybyciu z igrzysk w Lillehammer (1994).

Harding uznana została za winną współudziału w spisku i utrudniania śledztwa związanego z atakiem na Kerrigan; oddano ją pod 3-letni nadzór kuratora i nałożono na nią grzywnę w wysokości 160 000 USD. Częścią ugody obrończej było też wycofanie sportsmenki z mistrzostw świata w 1994 roku, a także opuszczenie przez nią szeregów United States Figure Skating Association. USFSA przeprowadziło własne dochodzenie związane z napaścią. 30 czerwca 1994 roku stowarzyszenie pozbawiło ją tytułu mistrzyni Stanów Zjednoczonych z 1994 roku i ukarało ją dożywotnim zakazem udziału w organizowanych przez USFSA zawodach – zarówno jako łyżwiarka jak i trenerka. USFSA uznało, że Harding wiedziała o planowanym ataku i swoim udziałem w spisku przejawiła „czyste zlekceważenie uczciwości, właściwej postawy sportowej i etycznego zachowania”. Mimo że USFSA nie ma kontroli nad spotkaniami łyżwiarstwa zawodowego pozbawionymi rywalizacji, Harding stała się też persona non grata podczas cyklów zawodowych, ponieważ niewielu łyżwiarzy i organizatorów chciało z nią pracować. Ostatecznie, w następstwie skandalu, Harding nie skorzystała na fali popularności łyżwiarstwa zawodowego.
W autobiografii The Tonya Tapes (2008) Harding stwierdziła, że chciała skontaktować się z FBI, by ujawnić to co wie, ale zaniechała tego, kiedy, rzekomo, Gillooly zastraszył ją i zmusił do milczenia, gdy pod groźbą użycia broni została zbiorowo zgwałcona przez niego i dwóch nieznanych jej mężczyzn. Gillooly, który zmienił późnej nazwisko na Jeff Stone, uznał oskarżenie o gwałt za „całkowicie absurdalne”.

## Późniejsza popularność
Harding była bohaterką taśmy Wedding Video, na której uprawia seks z ówczesnym mężem, Jeffem Gillooly. Po tym jak brał udział w spisku przeciwko Kerrigan, sprzedał nagranie, z którego fotosy zostały we wrześniu 1994 roku opublikowane na łamach czasopisma „Penthouse”. Pierwszy mąż łyżwiarki miał dostać za tę taśmę 100 000 USD, natomiast Harding nie dostała nic.

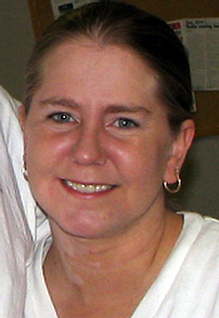
Harding (2006)

22 czerwca 1994 roku w Portlandzie (Oregon) Harding pojawiła się podczas wrestlingowego show zorganizowanego przez meksykańską federację AAA, gdzie była menedżerką drużyny (stable) Los Gringos Locos. Wystąpili wówczas m.in. Eddie Guerrero, Art Barr i Brian Cox. W 1995 roku w tym samym mieście Harding, wraz z zespołem Golden Blades, wzięła udział w promocyjnym wydarzeniu muzycznym, jednak ten jedyny ich występ okazał się nieudany i, przy wtórze gwizdów, zmuszeni byli zejść ze sceny.
W 1994 roku Harding obsadzona została w niskobudżetowym filmie akcji, Breakaway. Premiera produkcji miała miejsce w 1996 roku. W październiku 1996 roku Harding przyciągnęła uwagę mediów po tym jak dokonała resuscytacji metodą usta-usta u 81-letniej kobiety, która w portlandzkim barze doznała zapaści.
Harding pojawiła się też w telewizji – w październiku 2001 roku wzięła udział w amerykańskiej wersji teleturnieju Najsłabsze ogniwo, a w marcu 2008 roku była komentatorką w, emitowanym w TruTV, programie The Smoking Gun Presents: World’s Dumbest….
Na fali popularności filmu biograficznego Harding pojawiła się jako gość specjalny w wielu talk-showach, m.in. w "The Ellen DeGeneres Show", gdzie uczyła producentów programu jazdy figurowej na łyżwach.

### Kariera bokserska
W 2002 roku w programie Celebrity Boxing (telewizja Fox) Harding stoczyła pojedynek z Paulą Jones, który wygrała. 22 lutego 2003 roku oficjalnie zadebiutowała w kobiecym boksie zawodowym; przegrała (werdykt niejednogłośny) czterorundowy pojedynek, który był jednym z poprzedzających walkę Mike Tyson – Clifford Etienne. W marcu 2004 roku odwołała zaplanowany pojedynek pięściarski przeciwko Tracy Carlton w Oakland, co miało związek z rzekomą groźbą śmierci wobec Harding. W maju 2004 roku pojawiła się w programie telewizyjnym The Man Show, nadawanym przez stację Comedy Central, w którym skrzyżowała rękawice ze stand-upowcem, Dougiem Stanhope’em.
W czerwcu 2004 roku, po blisko rocznej przerwie w boksowaniu, w kanadyjskim Edmonton Harding wzięła udział w pojedynku z Amy Johnson, z którą przegrała. Zgromadzona w obiekcie publiczność miała wygwizdać sportsmenkę, gdy wchodziła na ring, natomiast wygraną Johnson w 3. rundzie kibice przyjęli burzliwymi oklaskami.
Harding zakończyła karierę bokserską, co spowodowane było astmą. Jej statystyki w zawodowym pięściarstwie to 3 wygrane i 3 przegrane pojedynki.

## Życie prywatne
W 1990 roku Harding, w wieku 19 lat, poślubiła Jeffa Gillooly. Ich burzliwy związek zakończył się rozwodem w 1993 roku. Drugim mężem łyżwiarki był Michael Smith, za którego wyszła w 1995 roku; para rozwiodła się w 1996 roku. W czerwcu 2010 roku wzięła ślub z Josephem Jensem Price’em, którego nazwisko przyjęła. W lutym 2011 roku Harding urodziła syna przez cesarskie cięcie, który jest jej pierwszym dzieckiem.
Po zakończeniu kariery łyżwiarki i bokserki, Harding pracowała jako spawaczka, malarka w przedsiębiorstwie metalurgicznym, a także jako sprzedawczyni sprzętu w Searsie. Mieszka w stanie Waszyngton, na północ od Portlandu (Oregon), jej rodzinnego miasta.

## Znaczenie kulturowe
Życie, kariera, a także rola Harding w napaści na Kerrigan były często opisywane w kulturze popularnej – w książkach, filmie i musicalach. W 2007 roku podczas prezydenckiej kampanii prawyborczej, były prezydent Stanów Zjednoczonych, Barack Obama, nawiązał w swojej wypowiedzi do nazwiska Harding i skandalu z 1994 roku. W 2014 roku Matt Harkins i Viviana Olen utworzyli, w ich mieszkaniu na nowojorskim Brooklynie, Nancy Kerrigan & Tonya Harding 1994 Museum, w którym zgromadzono pamiątki związane z Harding i z incydentem. W 2017 roku Harkins i Olen stwierdzili, że byli zafascynowani życiem Harding przez lata, określając skandal „najbardziej amerykańską historią kiedykolwiek opowiedzianą”. W artykule opublikowanym w grudniu 2017 roku w czasopiśmie „Vogue” napisano, że przez lata jej złej sławy rozwinął się „kult” Harding.

### Harding w mediach
Film i telewizja
- 1994: film telewizyjny Tonya and Nancy: The Inside Story (Alexandra Powers jako Harding, Heather Langenkamp jako Nancy Kerrigan)[97]
- 1994: film telewizyjny W krzywym zwierciadle: Inwazja przygruntowych olbrzymek (Harding sparodiowana przez Julie Brown)[98]
- 1994: Harding została sportretowana w skeczach programu telewizyjnego In Living Color[99][100][101]
- 1995: amerykański sitcom Kroniki Seinfelda (odc. „The Understudy”): na Harding wzorowana była jedna z postaci (fabuła: Gennice, dziewczyna Jerry’ego (Jerry Seinfeld), broadwayowska aktorka, wchodząc na scenę ma problem ze sznurowadłami (jak Harding podczas IO 1994). Dziewczyna Jerry’ego ma wystąpić tylko dlatego, że główna aktorka, grana przez Bette Midler, doznała urazu, który nieumyślnie spowodował George.)[102]
- 2014: dokument będący częścią serii 30 for 30 (odc. „The Price of Gold”; prod. ESPN)[48]
- 2017: film biograficzny Jestem najlepsza. Ja, Tonya (reż. Craig Gillespie; australijska aktorka Margot Robbie zagrała Harding)[103]
- 2018: serial komediowy Współczesna rodzina (odc. „He Said She Shed”)[104][105]

Muzyka
- 1996: piosenka „Tonya’s Twirls”, wyk. Loudon Wainwright III[106]
- 2017: piosenka „Tonya Harding”, wyk. Sufjan Stevens[107][108]
- 2021: „If Self-Destruction Was an Olympic Event, I'd Be Tonya Harding”, wyk. $uicideboy$[109]

Ponadto Harding i jej rola w napaści na Kerrigan były tematem piosenek:
- 1994: „Headline News”, wyk. Weird Al Yankovic[110]
- 1997: „5 Fingas of Death”, wyk. Diamond D[111]
- 2000: „Aunt Dot”, wyk. Lil’ Kim[112]
- 2007: „Put Some Keys on That”, wyk. Lil Wayne[112]
- 2018: „Stay Frosty Royal Milk Tea”, wyk. Fall Out Boy[113]

Sztuka i opera
- 2006: opera kameralna Tonya & Nancy: The Opera (Elizabeth Searle: libretto, pomysł; Abigail Al-Doory Cross: muzyka)[114]
  - 2008: Tonya and Nancy: The Rock Opera (Elizabeth Searle: libretto/pomysł; Michael Teoli: muzyka; Abigail Al-Doory Cross: dodatkowa muzyka; Triangle Productions: produkcja; Don Horn: reżyseria); jest to czarna komedia, której premiera odbyła się w Portlandzie (Oregon)[114]; sceniczne dzieło wystawiane było w Los Angeles, Nowym Jorku i Chicago[48]
- 2014: sztuka Tonya Harding: The Musical (Jesse Esparza: autorstwo/reżyseria; Manny Hagopian: piosenki[115]); komedia muzyczna była przebojem w Upright Citizens Brigade Theater w Los Angeles[48]
- 2017: sztuka T. (Dan Aibel: autorstwo), której premiera odbyła się w Chicago (American Theater Company); Harding sportretowała Leah Raidt[48]